# Бобу (Олт)
Бобу (рум. Bobu) — село у повіті Олт в Румунії. Входить до складу комуни Осіка-де-Жос.
Село розташоване на відстані 143 км на захід від Бухареста, 22 км на південь від Слатіни, 40 км на схід від Крайови.

## Населення
За даними перепису населення 2002 року у селі проживали 276 осіб, усі — румуни. Усі жителі села рідною мовою назвали румунську.